# Kuomintang
« KMT » redirige ici. Ne pas confondre avec KMT (mixtape).
 (mars 2017).
Si vous disposez d'ouvrages ou d'articles de référence ou si vous connaissez des sites web de qualité traitant du thème abordé ici, merci de compléter l'article en donnant les références utiles à sa vérifiabilité et en les liant à la section « Notes et références ».
Le Kuomintang, Guomindang, Kuo-Min-Tang, ou Kouo-Min-Tang (sigles : KMT ou GMD ; chinois traditionnel : 中國國民黨 ; pinyin : Zhōngguó Guómíndǎng ; litt. « Parti nationaliste chinois ») est le plus ancien parti politique de la Chine contemporaine et présent à Taïwan. Créé en 1912 par Sun Yat-sen, il domine le gouvernement central de la république de Chine à partir de 1928 jusqu'à la prise de pouvoir par les communistes en 1949.
Jusqu'en 1986, il est le seul parti autorisé à Taïwan. Il reste ensuite la première force politique de l'île jusqu'en 2016, gardant durant toute cette période la majorité au Parlement et, sauf de 2000 à 2008, la présidence. En 2016 cependant, il perd tant la majorité au Parlement que la présidence au profit du Parti démocrate progressiste.

## Chronologie
- 25 août 1912 : après la révolution de 1911, Sun Yat-sen fonde le Kuomintang dans la province du Guangdong, succès aux premières élections en 1912.
- 1913 : le parti est interdit par Yuan Shikai.
- 1918 : le KMT dirige un gouvernement rival à Canton.
- 1921 : Sun Yat-sen élu président du gouvernement national auto-proclamé à Canton.
- 1928 : le KMT finit par s'emparer du pouvoir au terme de l'expédition du Nord en instaurant un régime de parti unique en république de Chine.
- 1949 : le KMT, vaincu par les communistes, se replie sur l'île de Taïwan, dirigeant un régime qui constitue officiellement la continuation de la Première République chinoise.
- 1950 : la république de Chine, dirigée par KMT, est recréée à Taïwan.
- Années 1980 et 1990 : la république de Chine, dirigée par le KMT, se démocratise progressivement.

## Sous la direction de Sun Yat-sen

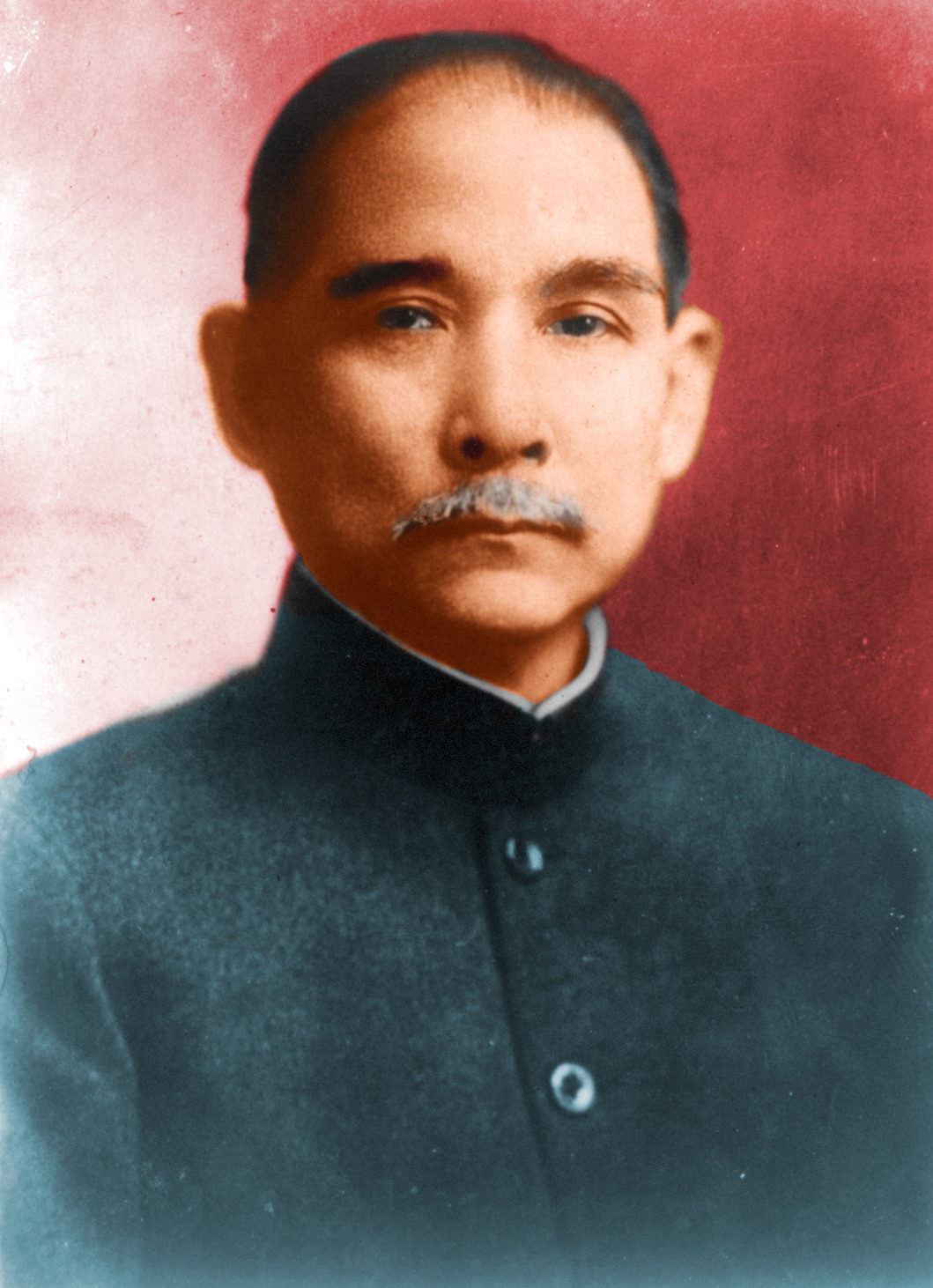
Sun Yat-sen.

À la suite de la chute du pouvoir impérial, Sun Yat-sen décide de consolider ses forces avant les premières élections. Aidé de Song Jiaoren, il regroupe plusieurs organisations révolutionnaires (dont le Tongmenghui) et, le 25 août 1912, fonde le Kuomintang dans la province du Guangdong. Le parti se définit alors comme un parti démocratique et socialiste modéré.
Mené par Song Jiaoren, le parti gagne la majorité à la première Assemblée nationale. Song est assassiné le 20 mars 1913 à la gare de Shanghai. En tant que président, Yuan Shikai voulait solliciter d'importants prêts à l'étranger. Le Kuomintang s'opposant à cette politique est alors chassé de l'Assemblée et Yuan Shikai finit même par dissoudre le Parlement. Le Kuomintang est interdit et plusieurs de ses partisans sont arrêtés ou tués. Sun fuit au Japon, où il met longtemps à se réorganiser. Il y fonde finalement le Parti révolutionnaire. Il retourne en Chine en 1918 et tente de former un gouvernement rival à Canton ou à Shanghai à partir de 1920. Son manque d'argent, de moyens militaires et d'expérience hypothèquent ces tentatives et le laissent à la merci des seigneurs de la guerre locaux. En 1922, des agents du Komintern lui proposent leur aide et l'incitent à reformer le Kuomintang. C'est à cette époque que Sun formule son idéologie : les « Trois Principes du Peuple », démocratie, socialisme et nationalisme anti-impérialiste. Sun se base à Canton, où il reçoit des fonds, du matériel militaire et l'aide d'experts en provenance d'Union soviétique. Le Parti communiste chinois (PCC) est alors allié au Kuomintang dans le cadre d'un front uni pour lutter notamment contre les seigneurs de la guerre.
Sun Yat-sen meurt d'un cancer le 12 mars 1925 à l'âge de cinquante-huit ans, après avoir émis le vœu que les communistes et le Kuomintang continuent à collaborer étroitement.

## Sous Tchang Kaï-chek

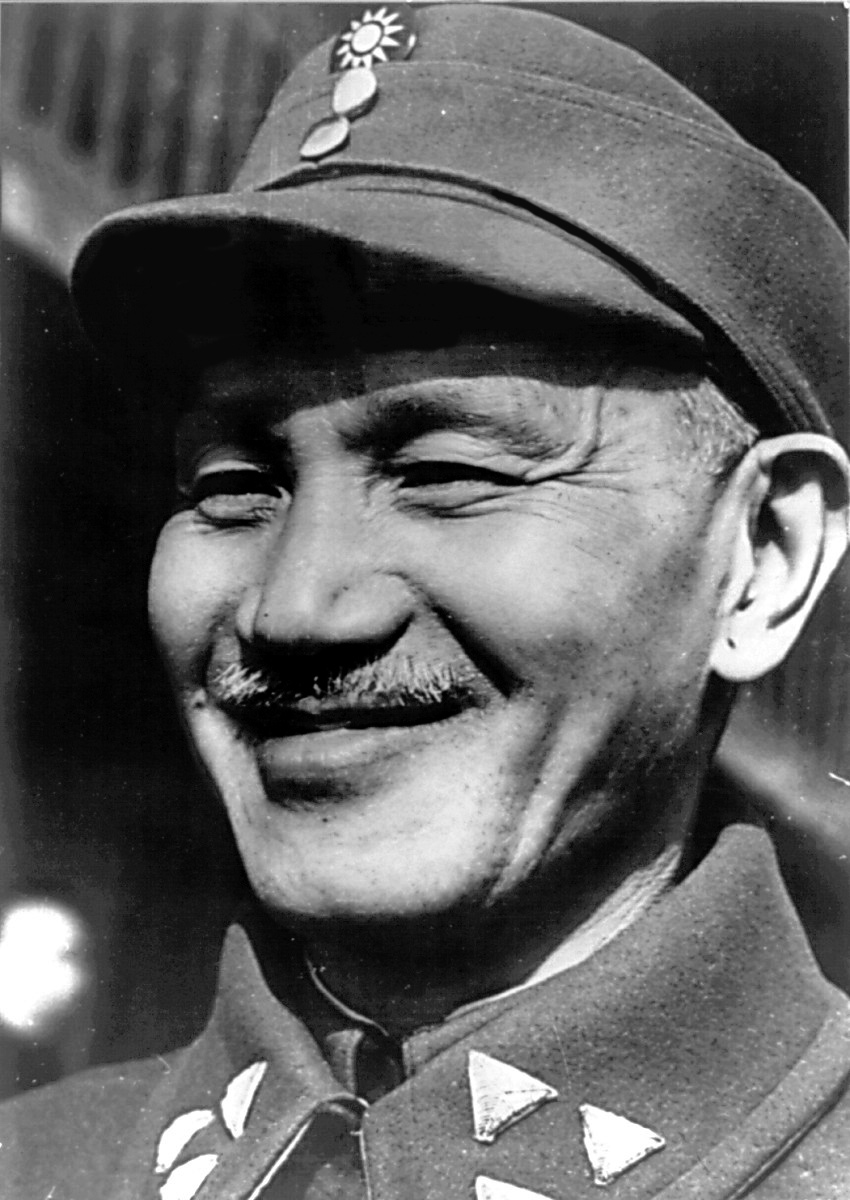
Tchang Kaï-chek.

Tchang Kaï-chek décide d'entamer l'expédition du Nord et met sur pied l'Armée nationale révolutionnaire, pour pacifier la Chine en réduisant les seigneurs de la guerre et, à terme, s'emparer du pouvoir. Il prend dans les faits les rênes du parti, se retournant contre ses alliés communistes, qu'il élimine lors du massacre de Shanghai puis à Hankou.
En janvier 1927, Wang Jingwei déplace son gouvernement à Wuhan pour lutter contre Tchang, mais jette l'éponge dès septembre de la même année et se rallie au gouvernement que Tchang a fondé en avril à Nankin.
En 1928, le Kuomintang s'empare du pouvoir et instaure un régime de parti unique. Ses forces armées deviennent l'armée officielle de la République. Avec l'abandon du drapeau à cinq couleurs, le drapeau national de la Chine arbore l'emblème du Kuomintang. C'est la période dite de la décennie de Nankin. Tchang Kaï-chek doit néanmoins faire face au sein du parti à l'opposition de ses rivaux Wang Jingwei et Li Zongren.
Ce dernier monte avec des seigneurs de la guerre une coalition qui affronte militairement les troupes de Tchang en 1930 dans la guerre des plaines centrales ; Tchang remporte cependant la victoire.
En février 1931, Tchang Kaï-chek fait arrêter Hu Hanmin, chef du comité central du Kuomintang, à la suite d'un désaccord sur la constitution. Il doit cependant le faire relâcher peu après ; Hu Hanmin se réfugie avec sa faction dans le sud de la Chine et demande la démission de Tchang.
Bien que n'étant toujours pas chef officiel du Kuomintang, et ayant dû renoncer à son poste de président de la République à la suite de l'invasion japonaise de la Mandchourie en septembre 1931, Tchang Kaï-chek ne quitte jamais le devant de la scène et domine le parti grâce à sa position de chef de l'armée.
La lutte contre les communistes s'intensifie et en 1934, ces derniers doivent fuir au Shaanxi au cours de l'épisode dit de la « Longue Marche ».
Afin de lutter contre la politique expansionniste du Japon, le Kuomintang est conduit à s'allier avec ses ennemis de la veille dans le cadre du deuxième front uni, mais cette alliance demeura toujours superficielle.
À partir de 1938, avec la guerre désormais ouverte avec le Japon, le siège du gouvernement passe successivement de Nankin à Wuhan et Chongqing, chacune des villes faisant l'objet de violents bombardements ordonnés par le Quartier général impérial.
À compter de 1939, le Kuomintang fait de Chongqing sa base permanente jusqu'à la fin de la guerre.
De son côté, Wang Jingwei crée un gouvernement de collaboration, qui se présente comme le seul gouvernement nationaliste légitime et continue d'utiliser le drapeau de la république de Chine comme l'emblème du Kuomintang.

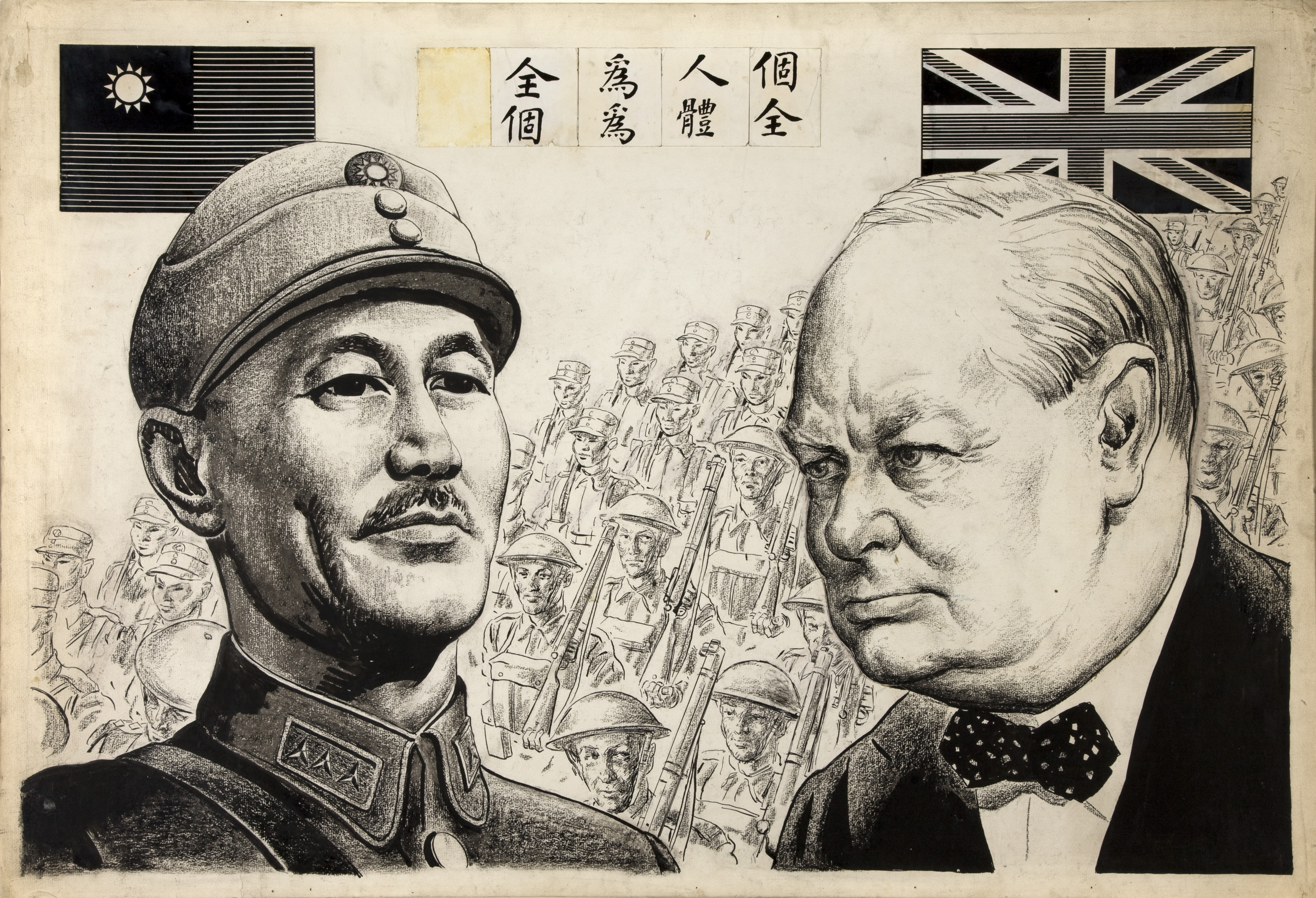
Visuel chinois présentant Tchang Kaï-chek avec le drapeau nationaliste chinois et Winston Churchill avec le drapeau britannique.

En 1945, afin d'assurer le contrôle effectif du territoire national au Kuomintang (qui représente le gouvernement chinois légitime), les Américains organisent un pont aérien permettant aux nationalistes de gagner la course au désarmement des troupes japonaises et de s'assurer ainsi le contrôle des territoires précédemment occupés.
Par la suite, l'armée du Kuomintang entre à nouveau en lutte ouverte contre l'Armée populaire de libération du Parti communiste chinois de Mao Zedong. Mais le manque de soutien populaire, les gains territoriaux des troupes du PCC désormais armées par les Soviétiques, ainsi que de nombreuses défections dans le camp nationaliste ont pour conséquence la victoire des communistes et la proclamation, le 1er octobre 1949, de la république populaire de Chine (RPC).
Le Kuomintang se réfugie alors à Taïwan, ne conservant que quelques îles à proximité du territoire continental de la Chine, et continue de s'y proclamer seul gouvernement légitime de la Chine (république de Chine ou Chine nationaliste).

## Parti politique dominant à Taïwan
Le Kuomintang se maintient longtemps au pouvoir par la force, durant la période répressive de la « Terreur blanche » (1947-1987). Pendant cette période, les membres du KMT et plus largement les Chinois arrivés à Taïwan en fuyant l'avancée des communistes (appelés collectivement Waishengren (en)) établissent un État qui diffuse l'idée que leur culture est supérieure à celle des autres populations (Hoklos, Hakkas ou Aborigènes) vivant à Taïwan depuis des générations.
Après la période de démocratisation de Taïwan dans les années 1980 à 1990, le Kuomintang cède le gouvernement à l'opposition.
Cependant, à la suite de problèmes de corruption du nouveau gouvernement, il regagne la majorité des régions aux élections régionales de 2006.
En janvier 2008, il remporte les élections législatives, en obtenant 85 des 113 sièges du Parlement.
Le 22 mars 2008, Ma Ying-jeou, candidat du Kuomintang, devient le nouveau président avec 58,45 % des suffrages face à son opposant Frank Hsieh (en), laissant entrevoir un apaisement dans le détroit.
Ma Ying-jeou déclare vouloir reprendre les pourparlers entre la Chine et Taïwan en se basant sur le consensus de 1992 et mettre l'accent sur les aspects économiques, tout en déclarant que la république de Chine est une « nation souveraine ».
Pendant la campagne Ma Ying-jeou déclare ne pas vouloir changer le statu quo.

## Compétition démocratique avec le PDP
En 2016, après la perte du pouvoir par le Kuomintang au profit du Parti démocrate progressiste, des enquêtes sont menées afin de déterminer les biens qu'il avait accaparés illégalement durant la période où il s'était érigé en parti unique.
Selon le journal l'Humanité, ce serait aujourd'hui le parti politique le plus riche du monde.
Lors des élections de 2020 (présidentielle et législatives), le KMT reste dans l'opposition. Son candidat à l'élection présidentielle, Han Kuo-yu, est battu par la présidente sortante Tsai Ing-wen. Aux élections législatives, le parti gagne 3 sièges supplémentaires mais reste loin derrière le PDP.
L'élection du président du KMT en septembre 2021 est l'occasion de mesurer le rapport de forces entre les différentes tendances au sein du KMT. Environ 50,7 % des 370 000 membres votants participent à l'élection. Le candidat modéré, Eric Chu est élu avec 45,8 % des voix. Chu souhaite une bonne relation avec la Chine mais ne souhaite toutefois pas la réunification. Son principal rival, Chang Ya-chung (en), obtient 32,6 % des voix. Chang défend une réunification avec la Chine continentale. Johnny Chiang (en), le président sortant qui défend une position visant à s'éloigner politiquement de la Chine, obtient 18,9 % des voix. C'est la première fois qu'un président du KMT est élu avec moins de 50 % des voix,.
Aux élections municipales de 2022, le parti remporte largement le scrutin. Quatre des six plus grandes villes de Taïwan sont confiées au KMT.
En vue de l'élection présidentielle de 2024, le KMT change le mode de nomination de son candidat : alors que le candidat était historiquement choisi lors d'une primaire interne, le président du KMT, Eric Chu, décide que la nomination se fera par un comité spécial et ce afin d'éviter des tensions internes. Le candidat du KMT, Hou Yu-ih (33,4 %) est battu par Lai Ching-te (40,2 %), vice-président de Taïwan et candidat du PDP. Le scrutin est marqué par la montée en puissance d'une troisième force dans le paysage politique taïwanais : Ko Wen-je (26,4 % à l'élection présidentielle) et son Parti populaire taïwanais (PPT). Le KMT perd 5 points de pourcentage à l'élection présidentielle mais remporte toutefois les élections législatives avec 52 sièges sur 113 (soit un gain de 14 sièges) contre 51 au PDP et 8 au PPT.
En 2025, un mouvement soutenu par le PDP lance des pétitions pour obtenir un vote de révocation de nombreux élus du KMT, les accusant entre autres de menacer la sécurité nationale. Le 26 juillet, 24 députés du KMT sont ainsi soumis à un vote populaire de révocation dans ce qui est appelé « le Grand rappel (en) ». Aucun des députés n'est révoqué ce qui constitue un revers pour le PDP,.

## Position vis-à-vis de la Chine continentale

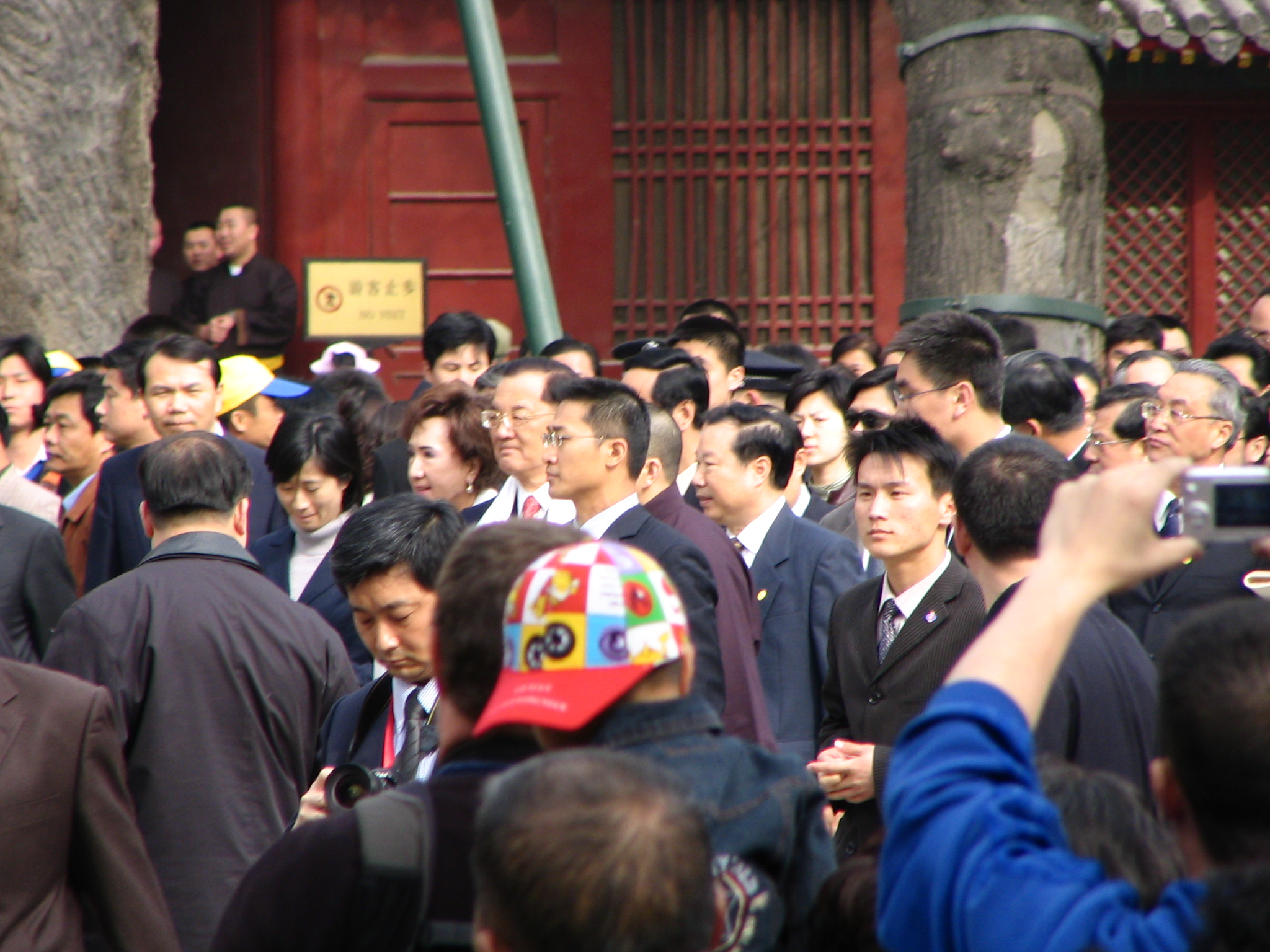
Lien Chan, président du Kuomintang à Pékin.

La république populaire de Chine (RPC) ne reconnaît pas la république de Chine, et considère Taïwan comme une de ses provinces. Comme c'est la RPC qui siège à l'ONU et détient le droit de véto de la Chine, Taïwan n'a jamais pu accéder au statut de membre de l'ONU.
Le Kuomintang forme avec le Qinmindang (« parti du peuple en premier » ou People First Party), la coalition pan-bleue, désormais favorable à l'idée d'une réunification de la Chine, alors que la coalition pan-verte est en faveur de l'indépendance de Taïwan. Cependant, en 2016, la coalition pan-verte remporte largement les élections.
En octobre 2020, les députés du KMT proposent deux résolutions dénonçant la menace que représente le Parti communiste chinois pour la sécurité de Taïwan et demandant à la présidente de se rapprocher diplomatiquement et militairement des États-Unis. Ces deux résolutions sont adoptées à l'unanimité.